# Ilundáin
Ilundáin (en euskera y cooficialmente Ilundain) es una localidad del municipio  de Aranguren en la Comunidad Foral de Navarra (España). El 20 de octubre de 1990 se extinguió como concejo. En 2023 tenía una población de 12 habitantes.

## Demografía
| 2000 | 2001 | 2002 | 2003 | 2004 | 2005 | 2006 | 2007 | 2008 | 2009 |
| ---- | ---- | ---- | ---- | ---- | ---- | ---- | ---- | ---- | ---- |
| 9    | 12   | 12   | 12   | 11   | 14   | 12   | 15   | 12   | 8    |